# Arotrophora
Arotrophora es un género de polilla Tortricidae. Ocurren en Australia, donde están fuertemente asociados con la familia de plantas Proteaceae. Todas las larvas australianas conocidas perforan espigas de flores de Banksia. El género fue descubierto recientemente en la región Oriental y una especie se encuentra en Papúa.

## Taxonomía
El género fue publicado por primera vez por el entomólogo Edward Meyrick.
Actualmente se encuentra en la subfamilia Tortricinae (aunque la mayoría de los entomólogos ahora lo consideran un grupo antinatural) y, a veces en la tribu Cnephasiini, aunque es bastante diferente de los géneros del Hemisferio norte ubicados en esa tribu.
Está estrechamente relacionado con géneros como Peraglyphis y Syllomatia; juntos, estos géneros a veces se denominan grupo Arotrophora.

## Especies
Las especie de Arotrophora son:
- Arotrophora anemarcha (Lower, 1902)
- Arotrophora arcuatalis (Walker, 1865)
- Arotrophora bernardmyo Razowski, 2009
- Arotrophora canthelias Meyrick, 1910
- Arotrophora charassapex Razowski, 2009
- Arotrophora charistis Meyrick, 1910
- Arotrophora charopa Razowski, 2009
- Arotrophora cherrapunji Razowski, 2009
- Arotrophora diadela Common, 1963
- Arotrophora ericirra Common, 1963
- Arotrophora euides Turner, 1927
- Arotrophora fijigena Razowski, 2009
- Arotrophora gilligani Razowski, 2009
- Arotrophora hongsona Razowski, 2009
- Arotrophora inthanona Razowski, 2009
- Arotrophora khasiasana Razowski, 2009
- Arotrophora khatana Razowski, 2009
- Arotrophora khunmaei Razowski, 2009
- Arotrophora kundasanga Razowski, 2009
- Arotrophora obrimsocia Razowski, 2009
- Arotrophora ochraceellus Walker, 1863
- Arotrophora paiana Razowski, 2009
- Arotrophora siniocosma Turner, 1926
- Arotrophora tubulosa Razowski, 2009
- Arotrophora utarana Razowski, 2009

## Especies anteriores
- Arotrophora crustata Meyrick, 1912
- Arotrophora semifulva (Meyrick, 1908)